# Monastero di Kykkos
Il monastero di Kykkos (in greco Μονή Κύκκου?) è un monastero cipriota. Il monastero, tra i tre maggiori sull'isola, appartiene alla Chiesa di Cipro. L'abate del monastero è l'attuale metropolita di Kykkos e Tillyria. In greco il monastero è definito con l'aggettivo Βασιλική ("reale") perché venne costruito con l'aiuto dell'imperatore bizantino Alessio I Comneno.

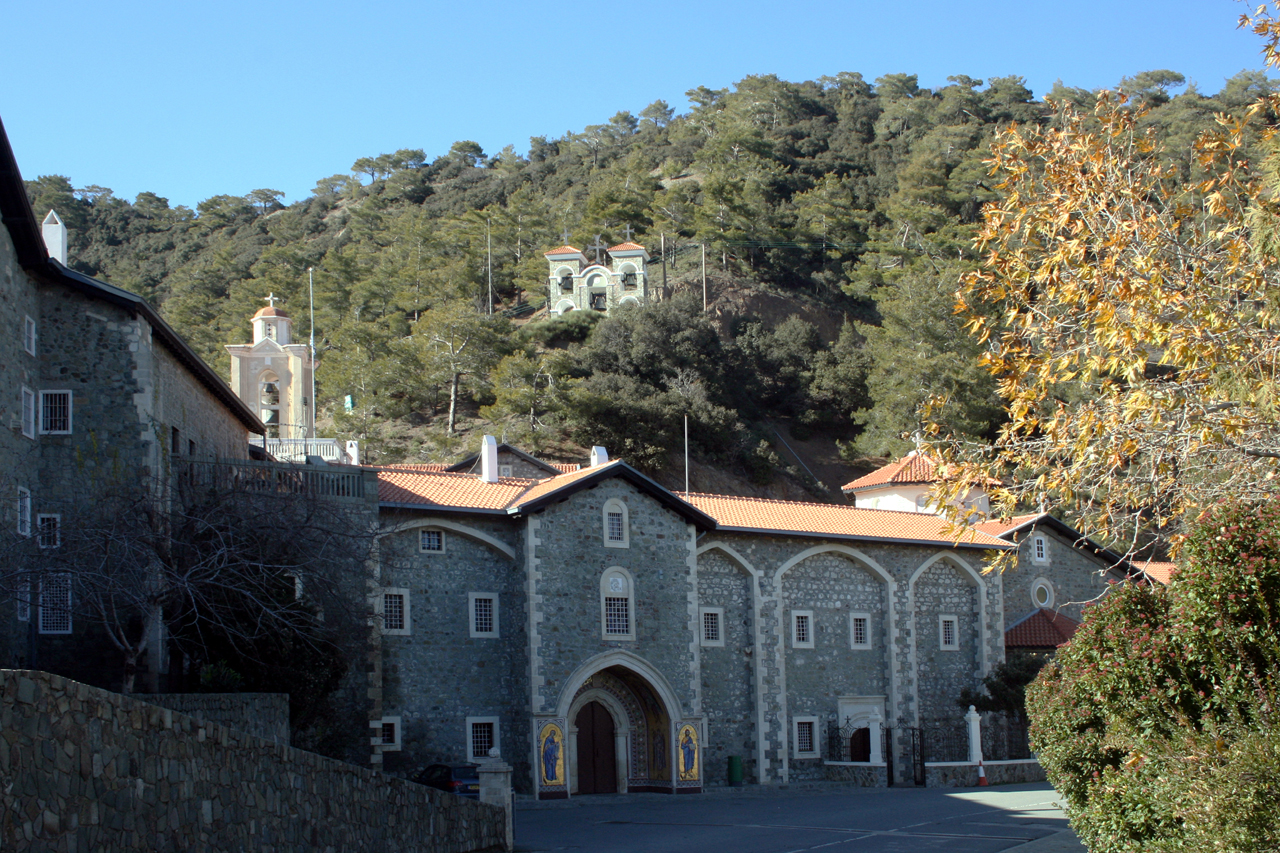
Il monastero di Kykkos

Il monastero ha una notevole collezione museale ed un'importante biblioteca ricca di manoscritti. È dedicato alla Vergine Maria, che viene celebrata solennemente due volte l'anno: il 15 agosto (Dormizione di Maria) e l'8 settembre (Nascita della Vergine).